# Rencenchüügijn Gansüch
Rencenchüügijn Gansüch (ur. 1967) – mongolski zapaśnik w stylu wolnym. Mistrz Azji w 1991 roku.